# Somhegyi Krisztián
Somhegyi Krisztián (Pécs, 1994. augusztus 18. –) magyar műugró.

## Tanulmányai
2015-től  Indianapolisban tanult gépészmérnök és alkalmazott matematikus szakon.

## Sportpályafutása
6-7 évesen még karatézott, a műugrást 2007-ben kezdte.
A 2013-as mű- és toronyugró-Európa-bajnokságon Rostockban 1 méteren a 27. lett.
A 2014-es úszó-Európa-bajnokságon Berlinben toronyugrásban a 15. helyen végzett. 2014-ben az év legjobb magyar férfi műugrójának választották.
A 2017-es mű- és toronyugró-Európa-bajnokságon Kijevben toronyugrásban a 15. helyen végzett. Tagja volt a 2017-es úszó-világbajnokságon szereplő magyar műugró-válogatottnak: toronyugrásban indult, ahol a 27. helyen végzett.

### Exatlon
2021-ben részt vett az Exatlon Hungary harmadik évadában, ahol 99 napot töltött. Kézsérülés miatt esett ki. A Bajnokok csapatának tagja volt. 2022-ben újra visszatért, a 4. (All Star) évadába is. 

## Családi élete
Ikertestvére Somhegyi Kristóf, akivel együtt kezdte a műugrást, nővére vízilabdázik.